# Герб Синельникового
Герб Сине́льникового — один з офіційних символів міста Синельникове Дніпропетровської області, затверджений 26 жовтня 2000 року рішенням Синельниківської міської ради. 
Автор герба А. Гречило.

## Опис
Герб являє собою геральдичний щит іспанської синього і золотого кольорів.
У золотому полі чорний паровоз, у синій главі три срібні квітки вишні із золотими серединками. Щит обрамлено декоративним картушем і увінчано срібною міською короною з трьома мерлонами.

## Зміст
Паровоз вказує на основну причину виникнення поселення як залізничної станції та залізничні підприємства, що сприяли розвитку міста. Квіти вишні уособлюють місцеву флору.